# أرمون باسيت
أرمون باسيت (28 ديسمبر 1986 بتير هوت في الولايات المتحدة - ) (بالإنجليزية: Armon Bassett)‏ هو لاعب كرة سلة أمريكي في مركز هجوم خلفي. لعب مع أيروني رمات غان ‏.

## وصلات خارجية
- أرمون باسيت على موقع كرة السلة الأوروبية.كوم (الإنجليزية)
- أرمون باسيت على موقع كلية كرة السلة في سبورتس رفرنس.كوم (الإنجليزية)
- أرمون باسيت على موقع ريلجم (الإنجليزية)
- أرمون باسيت على موقع بروبوليرز (الإنجليزية)